# 17 avril 1985
Le mercredi 17 avril 1985 est le 107e jour de l'année 1985.

## Naissances
- Anatoliy Pakhtusov, coureur cycliste ukrainien
- Antonio Graves, joueur de basket-ball américain
- C. J. Wallace, joueur de football américain
- Dimitri Pelo, joueur de rugby
- Evandro Soldati, mannequin brésilien
- Jiske Griffioen, joueuse de tennis en fauteuil roulant néerlandaise
- Jo-Wilfried Tsonga, joueur de tennis français
- Jonathan Cheever, snowboardeur américain
- Kévin Nicaise, footballeur belge
- Kęstutis Ivaškevičius, joueur de football lituanien
- Kristof Wilke, rameur allemand
- Luke Mitchell, acteur australien
- Medhi Nemmouche, criminel franco-algérien
- Rooney Mara, actrice américaine
- Takuya Honda, footballeur japonais
- Yū Imai, chanteuse japonaise

## Décès
- Basil Bunting (né le 1er mars 1900), poète moderniste anglais
- Germaine Sablon (née le 19 juillet 1899), chanteuse de variétés et d'opérettes, sœur de Jean Sablon
- Jimmy Gaillard (né le 11 novembre 1916), acteur français
- Mario Mazzacurati (né le 21 octobre 1903), pilote automobile italien
- Max Juvénal (né le 22 novembre 1905), personnalité politique française
- Walter Weir (né le 7 juin 1929), politicien canadien

## Événements
- Paris propose à la CEE le lancement du projet Eurêka.
- Sortie du single Summer Beach de Yukiko Okada